# Gibigiana
Gibigiana est une lampe conçue par l'architecte italien Achille Castiglioni en 1980 et produite par Flos,. 

## Description du modèle
La lampe de bureau Gibigiana est un exemple de produit de design industriel italien.
Gibigiana est un luminaire de chevet à lumière réfléchie concentrée et réglable. Un miroir orientable placé en haut de l'appareil sert à diriger le flux lumineux émis par la source située à l'intérieur du corps en acier ou aluminium. La lumière est orientée en jouant sur l'angle donné au miroir, selon les besoins.